# Среднодолнонемски език
Среднодолнонемски език (на английски: German Middle Low) е етап на развитие на долнонемския език. Той се е развил от старосаксонския език през Средновековието и е документиран в писмена форма от около 1225 – 1234 година (Саксонски огледало).

## Понятието „среднодолнонемски“
Терминът среднодолнонемски е двусмислен:
- Среднодолнонемският в по-тесен смисъл включва Северна Германия и (само) североизточната част на днешна Нидерландия, източно от р. Ейсел.
- Среднодолнонемският в по-широк смисъл включва Северна Германия и цялото среднонидерландско езиково пространство.

По-големите изложения на среднодолнонемския език (като напр. от линвистите Любен и Лаш) третират среднодолнонемския изключително в тесния смисъл на термина.

## Разпространение
Среднодолнонемският език е бил в ханзейския период от около 1300 г. до около 1600 г. сл. н. е. водещият писмен език в Северна Централна Европа и е служил като лингва франка в северната половина на Европа. Използвал се е паралелно с латинския за дипломация и документация. По-голямата част от кореспонденцията на ханзите в Централна и Северна Европа се осъществява на среднодолнонемски. Има среднодолнонемски документи от Лондон на запад до Новгород на изток и Берген на север до Вестфалия на юг. Среднодолнонемският език също се използва във Висбю на ос. Готланд, Рига, Талин и Тарту. В Датската кралска библиотека в Копенхаген и до днес съществува ръкописен среднодолнонемско-руски речник от Тьонес Фоне (Tönnies Fonne) от 1607 г. Най-вече през този период, долнонемският език оказва значително влияние върху скандинавските езици норвежки, датски и шведски, което се характеризира с множество заемни думи. Някои филолози по скандинавистика вярват, че около половината или дори повече от шведския речник произхожда от долнонемския. Трябва обаче да се има предвид, че това са по-рядко срещани думи (местоимения, съюзи, предлози и др.) и по-скоро редки съществителни (названия на професии и др.).

## Регионални характеристики на писмения език
Ранните среднодолнонемски текстове все още са били ясно повлияни от устната реч. Имало е съкратени, разговорни форми като semme (вместо sineme, „на неговия“), sir (вместо siner, „неговият“), eyr (вместо einer, „един“). Тези текстове са характеризирани от географското положение, но не са израз на диалект. В по-късния книжовен език авторите се опитват да избягват тези съкратени форми и да използват етимологично правилни форми.
През 15-и и началото на 16 век, покрай Новото благочестие, източният среднонидерландски оказва влияние над менстерландския писмен среднодолнонемски.
Във вестфалския и източновестфалския език има среднонемски влияния, особено в елбоизточновестфалския. Стандартният немски би трябвало да е бил познат на писателите там.
Някои лингвисти предполагат, че южният остфалски език е повлиял на книжовността на останалата част на Остфалия. Южна Остфалия се счита за най-силния духовен център на ранния среднодолнонемски.
От втората половина на 14 век писменият среднодолнонемски става все по-унифициран. Този среднодолнонемски книжовен език възниква от тогавашния източнодолнонемски и е оформен предимно от Любек. Този надрегионален писмен език изисква надрегионална устна лингва франка, която не е запазена, но трябва да бъде приета за дадена в него време.

## Лингвистични паметници
В допълнение към среднодолнонемските официални докумен, особено следните произведения представляват важни езикови паметници на среднодолнонемския език:
- Саксонското огледало, сборник на саксонските закони около 1225 г., която оказва значително влияние върху съдебната практика в Европа чак до 19 век,
- Саксонската световна хроника, хроника в проза от 13 век,
- Магдебургската съдийска хроника, създадена 1350 – 1516 г.,
- Берлинската книга на града, около 1380 – 1498 г.,
- новелата „Хроника“ от Херман Корнер, гр. Любек, от 1416 г. (също на латински),
- Великденската пиеса Редентир, мистериозна пиеса от 1464 г.,
- Любекската библия (1494 г.), инкунабуа, отпечатана от Стефен Арндес в гр. Любек, 1494,
- Reynke de vos, отпечатан в Печатарство Mohnkopf на Ханс ван Гетелен в гр. Любек, 1498 г., животински епос, който е преведен на много езици и редактиран като Райнер Фухс от Йохан Волфганг фон Гьоте,
- Любекската библия (1533 – 1534 г.) или Библията на Бугенхаген,
- De düdesche Schlömer, духовна драма на тема „Всеки човек“, от Йоханес Щрикер (1584 г.),
- Старият танц на мъртвите саксонски (1597 г.) от Натан Хитреус, най-старото филологическо издание на долнонемски текст,
- Наръчник по руски език на Тьонес Фонес (1607 г.).

## По-късно езиково ниво
Съвременният долнонемски език е възникнал от среднодолнонемския.

## Речници
Речникът на среднодолнонемския е описан в Среднодолнонемски речник на Карл Шилер и Август Любен, в Среднодолнонемския кратък речник на Август Любен и Кристоф Валтер и в друг среднодолнонемски кратък речник.